# Inagaki Manjirō
Inagaki Manjirō est un nom japonais traditionnel ; le nom de famille (ou le nom d'école), Inagaki, précède donc le prénom (ou le nom d'artiste).
Inagaki Manjirō (稲垣 満次郎), né le 26 septembre 1861 à Nagasaki au Japon et décédé à l'âge de 47 ans le 25 novembre 1908 à Madrid, est un diplomate et théoricien politique japonais de l'ère Meiji.

## Biographie
Fils d'un samouraï du domaine de Hirado, Inagaki est un des gardiens gardant les hommes de Satsuma après l'insuccès de la rébellion de Satsuma en 1877. Il gagne par cette occasion leur respect et leur amitié. 
Après avoir étudié à l'école de son clan (Ishinkan Kagoshima Shigakko), il entre au département de littérature de l'université impériale de Tokyo en 1882. Il en est renvoyé avec d'autres après l'« incident de 1883 », lorsque les étudiants boycottent la cérémonie de remise des diplômes parce que le moment de cette cérémonie avait été changé. Comme la plupart des autres renvoyés, il ne revint plus jamais dans cette université.
Inagaki séjourne ensuite au Royaume-Uni de janvier 1888 à décembre 1890 et étudie au Gonville and Caius College de l'université de Cambridge. Il y fonde le club japonais pour apprendre les bonnes manières anglaises. Il étudie également la littérature classique et devient le premier Japonais connu à apprendre le grec. Il est particulièrement populaire à l'université, en particulier auprès du révérend Charles Edward Searle (en), maître et vice-chancelier du Pembroke College.

### Carrière
Après l'obtention de son diplôme, Inagaki revient au Japon et devient brièvement professeur à la haute école de commerce pour aristocrates Gakushūin. Il travaille ensuite au ministère des Affaires étrangères et devient le premier ambassadeur du Japon au royaume du Siam le 31 mars 1897. Il est nommé ministre plénipotentiaire le 19 novembre 1899 puis envoyé extraordinaire en 1903. Il continue dans cette voie jusqu'en juillet 1907 où il est transféré à Madrid en Espagne où il meurt de maladie en 1908.
Inagaki a écrit de nombreux manuels scolaires en japonais et en anglais sur les relations internationales et meurt relativement jeune sans avoir exploité tout son potentiel. Ses écrits appelant à l'expansion du Japon dans le Pacifique Sud sont l'une des bases théoriques de la doctrine d'expansion vers le sud (Nanshin-ron) de la marine impériale japonaise et de certaines factions du gouvernement au début du XXe siècle.

## Écrits

### En anglais
- Japan and the Pacific and the Japanese View of the Eastern Question, 1890 (London: T. Fisher Unwin) - dedicaté à John Robert Seeley qui enseigna à Inagaki au Gonville and Caius College.

### En japonais
- Tohosaku (Politique de l'est) (1891).
- Shiberia tetsudoron (Sur les chemins de fer sibériens) (1891).
- Kizokuron (Sur la noblesse) (1891, 1893, 1894)
- Kyoiku no Omoto (Grande source de l'éducation) (1894)
- Nanyo Chosei dan (Expédition dans les mers du sud) (1893)
- Gaiko to Gaisei (Diplomatie et campagnes étrangères) (1896)

## Source
- (en) Cet article est partiellement ou en totalité issu de l’article de Wikipédia en anglais intitulé « Inagaki Manjirō » (voir la liste des auteurs).